# Leon Schots
Leon Schots (Halen, 11 juni 1952) is een voormalige Belgische atleet. Hij behoorde eind jaren zeventig tot de wereldtoppers van het veldlopen. Hij werd wereldkampioen in 1977 en veroverde op vier verschillende onderdelen in totaal elf Belgische titels.

## Biografie

### Successen als junior
Schots, nu woonachtig in Budingen, meldde zich reeds op twaalfjarige leeftijd aan bij de Royal F.C. Luik, waar hij in de handen van trainer Frans Borremans uitgroeide tot een veelbelovende jeugdatleet, met beste tijden van 3.56,0 op de 1500 m, 8.08,4 op de 3000 m, 14.18,2 op de 5000 m en 29.49,8 op de 10.000 m.
In 1971 en 1972 nam hij voor België deel aan de landencross voor junioren, waarin hij achtereenvolgens als 32e en 16e werd. Op het allereerste WK voor junioren in 1973 in Waregem haalde hij brons.

### Olympische ambities doorkruist
In 1975 had het er gezien zijn prestaties alle schijn van, dat Leon Schots zou kunnen deelnemen aan de Olympische Spelen van 1976 in Montréal. Op de baan prolongeerde hij de Belgische titels op de 1500 en 5000 m, die hij het jaar ervoor voor de eerste maal had veroverd. Een liesblessure gedurende de wintermaanden en een hierop volgende operatie doorkruisten echter zijn plannen, al kwam hij in 1976 met 13.38,8 op de 5000 m nog aardig terug. België beschikte echter over voldoende ander olympisch talent en Schots werd gepasseerd.

### Beroepsmilitair
Na de Spelen van 1976 werd Schots beroepsmilitair en vanuit dien hoofde nam hij deel aan de CISM-kampioenschappen in Rio de Janeiro, waar hij op de 5000 m een fraaie overwinning boekte.

### Wereldkampioen
Nadien was Leon Schots verscheidene jaren de beste veldloper van België. Zijn beste prestatie in dit metier leverde hij in 1977, toen hij in Düsseldorf wereldkampioen werd. Niemand had deze zege verwacht, hijzelf ook niet. Men rekende op een plek bij de eerste tien en zelf had hij zich ten doel gesteld, om zijn landgenoot Karel Lismont aan de overwinning te helpen. In werkelijkheid schudde hij alle lopers van naam, zoals Miel Puttemans, Lismont en als laatste de Portugees Carlos Lopes, van zich af. Die prestatie leverde hem eind dat jaar de Grote Ereprijs van de KBAB op.
De twee volgende jaren werd Schots respectievelijk vijfde in Limerick (Ierland) en vierde in Longchamp (Frankrijk). Schots was ook driemaal nationaal veldloopkampioen en werd twee keer tweede. Tevens won hij in het seizoen 1982-83 de eerste Crosscup.
Ook in 1980 en 1984 verhinderden blessures, ditmaal aan de achillespezen, deelname van Leon Schots aan de Olympische Spelen.

### Stratenloop
Tussen 1980 en 2006 werd elk jaar eind september in Halen de "Grote Prijs Leon Schots", een stratenloop over 5 en 10 km, gehouden.

## Kampioenschappen

### Internationale kampioenschappen
| onderdeel | titel               | jaar |
| --------- | ------------------- | ---- |
| veldlopen | wereldkampioen      | 1977 |
| veldlopen | landenklassement WK | 1977 |

### Belgische kampioenschappen
| onderdeel | jaar             |
| --------- | ---------------- |
| 1500 m    | 1974, 1975       |
| 5000 m    | 1974, 1975, 1978 |
| 10.000 m  | 1978, 1979, 1982 |
| veldlopen | 1979, 1982, 1983 |

## Persoonlijke records
| Onderdeel | Prestatie | Datum            | Plaats  |
| --------- | --------- | ---------------- | ------- |
| 2000 m    | 5.02,4    | 12 augustus 1973 | Landen  |
| 3000 m    | 7.49,8    | 15 mei 1974      | Brussel |
| 5000 m    | 13.26,6   | 27 juli 1979     | Moskou  |
| 10.000 m  | 27.41,34  | 4 september 1979 | Brussel |

## Palmares

### 1500 m
- 1974:  BK AC - 3.45,6
- 1975:  BK AC - 3.41,7

### 5000 m
- 1974:  BK AC -13.45,2
- 1974: DNF reeks EK in Rome
- 1975:  BK AC - 13.45,0
- 1978:  BK AC - 13.31,5
- 1978: 11e EK in Praag - 13.47,4

### 10.000 m
- 1978:  BK AC - 28.13,5
- 1978: 12e EK in Praag - 29.19,6
- 1979:  BK AC - 27.47,1
- 1979:  Memorial Van Damme - 27.41,4
- 1982:  BK AC - 28.38,42

### halve marathon
- 1976:  halve marathon Drapeau Rouge - 1:03
- 1983:  halve marathon van Egmond - 1:07.15
- 1985:  Crêtes de Spa - 1:11.03

### veldlopen
- 1973:  WK junioren in Waregem
- 1974: 6e BK in Waregem
- 1977:  WK in Düsseldorf
- 1977:  landenklassement WK
- 1979:  BK in Waregem
- 1979: 5e WK in Limerick
- 1980:  BK in Waregem
- 1980: 4e WK in Parijs
- 1980:  landenklassement WK
- 1982:  BK in Waregem
- 1983:  BK in Hechtel

## Onderscheidingen
- 1977: Grote Ereprijs van de KBAB
- 1980: Gouden Spike